# Muncelu Mare
Muncelu Mare – wieś w Rumunii, w okręgu Hunedoara, w gminie Vețel. W 2011 roku liczyła 37 mieszkańców.